# 马衔山黄耆
马衔山黄耆（学名：Astragalus mahoschanicus）是豆科黄芪属的植物，是中国的特有植物。分布在中国大陆的青海、内蒙古、四川、甘肃、新疆、宁夏等地，生长于海拔1,800米至4,500米的地区，一般生长在山顶和沟边，目前尚未由人工引种栽培。

## 异名
- Astragalus mahoschanicus Hand.-Mazz. var. mengdaensis Y. H. Wu
- Astragalus mahoschanicus Hand.-Mazz. var. multipilis Y. H. Wu